# Milium (genre)
Genre
Synonymes
- Miliarium Moench[2]

Milium est un genre de plantes monocotylédones de la famille des Poaceae, sous-famille des Pooideae, originaire des régions tempérées de l'hémisphère nord, qui compte cinq espèces acceptées.
Les espèces de ce genre regroupent des plantes herbacées annuelles ou vivaces, aux tiges dressées ou décombantes pouvant atteindre de  60 à 180 cm de long, et aux inflorescences en panicules terminales.

## Étymologie
Le nom générique, « Milium », est un nom emprunté au latin par Linné, « milium », qui signifie millet ou mil, et qui désignait à l'époque romaine le millet commun (Panicum miliaceum), classé par le même Linné dans un autre genre.

## Liste d'espèces
Selon The Plant List (22 mai 2018) :
- Milium effusum L.
- Milium pedicellare (Bornm.) Roshev. ex Melderis
- Milium schmidtianum K.Koch
- Milium transcaucasicum Tzvelev
- Milium vernale M.Bieb.